# Jaguar SS100
La SS Jaguar 100 (o anche SS100 Jaguar) è un'automobile sportiva a due posti prodotta dalla casa automobilistica S.S. Cars Limited, presso lo stabilimento di Coventry, tra il 1936 e il 1939. Principalmente il versione spider ma poi anche coupè, fu la prima auto della ditta a fregiarsi del nome Jaguar che, da quel momento, verrà usato nel nominativo di tutti i modelli di vetture prodotte dalla SS Cars. Dopo la seconda guerra mondiale, in seguito al grande successo ottenuto dai modelli «Jaguar», la ragione sociale della SS Cars mutò appunto in Jaguar Cars. Il numero 100 che identificava il modello specifico, si riferiva alla soglia delle 100 miglia orarie (~ 161 km/h) che la vettura, secondo i costruttori, era in grado di raggiungere.

## Il contesto

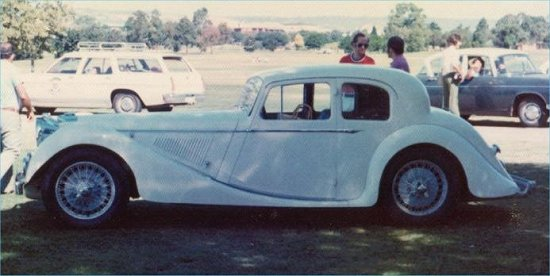
Il profilo di una SS100 Coupé

La vettura aveva un telaio con passo di 2,7 metri che era essenzialmente una versione accorciata di quella progettata per la berlina SS 90 del 1935 equipaggiata con un motore a benzina da 2,5 litri. Le sospensioni avevano delle molle semi-ellittiche mentre l'assale era del tipo rigido a balestre.
Il motore era uno sviluppo della vecchia unità prodotta dalla Standard Motor Company sempre da 2.500 cm³ che però vantava ampie modifiche passando dalla distribuzione a valvole laterali alle valvole in testa. Le nuove testate dei cilindri vennero progettate da William Heynes e Harry Weslake. Nel nuovo propulsore la potenza massima passò dai precedenti 70 CV (52 KW) a 100 CV (74,5 KW). Venne anche montato un doppio carburatore SU.
In seguito, nel 1938, il motore fu portato a 3.500 cm³ e la potenza salì a 125 CV (93 KW). Il cambio manuale era a quattro rapporti, tranne la prima tutti gli altri rapporti erano sincronizzati. L'impianto frenante era prodotto dalla Girling. Il peso dell'auto era di 1.043 kg.
In un test condotto nel 1937 dalla rivista The Autocar vennero rilevate le seguenti prestazioni: velocità massima con parabrezza abbassato 153 km/h (95 miglia/h) mentre l'accelerazione da 0 a 95 km/h (60 miglia/h) era di 13,5 secondi. Solo con il motore 3.5 la SS100 poté rendere onore al suo nome. Infatti con questo motore la velocità massima superava le 100 miglia/h (161 km/h) con un massimo di 101 miglia/h (162,5 km/h). Anche il tempo di accelerazione da 0 a 60 miglia (il classico 0–100 km/h) scendeva a 10,4 secondi.
I prezzi di listino della SS100 equipaggiata con la motorizzazione 2.5 nel 1937 si attestavano a circa 395 sterline mentre nel 1938 era necessario spendere 445 sterline per entrare in possesso della versione più sportiva con motore 3.5.
La Jaguar SS 100 è considerata come una delle più belle vetture mai costruite dalla casa automobilistica del giaguaro, inoltre è anche una delle più rare in quanto furono prodotti solo 198 esemplari con motore 2.5 e 116 con il propulsore 3.5. Oggi una vettura in buone condizioni può raggiungere cifre molto vicine alle 100.000 sterline ma è talmente raro che una di queste vetture venga venduta che è quasi impossibile indicare il suo valore reale.

## Veicoli derivanti
Dalla SS100 prese spunto, nel 1972 la Panther Westwinds, per produrre un modello, la Panther J.72, che ne ricalcava le linee estetiche ma ne modernizzava i contenuti meccanici.